# Leffrinckoucke
 Leffrinckoucke  (en neerlandés Leffrinkhoeke) es una población y comuna francesa, en la región de Norte-Paso de Calais, departamento de Norte, en el distrito de Dunkerque y cantón de Dunkerque-Est.

## Demografía
| 283                       | 247 | 269 | 269 | 285 | 293 | 279 | 281 | 286 | 286 | 294 | 290 | 303 | 296 | 334 | 355 | 354 | 373 | 382 | 463 | 460 | 1436 | 1435 | 1755 | 1409 | 1221 | 1823 | 2509 | 3192 | 5307 | 5244 | 4641 | 4949 | 4517 |
| (Fuente: Cassini e INSEE) |     |     |     |     |     |     |     |     |     |     |     |     |     |     |     |     |     |     |     |     |      |      |      |      |      |      |      |      |      |      |      |      |      |